# Panther Lima
Der Panther Lima ist ein Roadster des Automobilherstellers Panther Westwinds, der von 1976 bis 1982 produziert wurde. Das Design der GfK-Karosserie stammt von Robert Jankel. Das Fahrzeug ist der Vorgänger des Panther Kallista.

## Technik
Für den Lima standen zwei Motoren zur Wahl, ein Vierzylinder-Saugmotor mit 2279 cm³ Hubraum aus dem Vauxhall Viva und ein Turbomotor mit 2295 cm³ Hubraum von Vauxhall oder Bedford. Als Kraftübertragung gab es ein handgeschaltetes Vierganggetriebe oder eine Dreistufenautomatik. Auch das Fahrwerk stammt vom Vauxhall Viva.

## Verwandte Modelle
Auf dem Fahrgestell des Lima baute Panther 1978 für Vauxhall den Prototyp des Show Cars Vauxhall Equus. Die Hoffnung auf eine anschließende Serienfertigung des zeitgemäß gestalteten Roadsters zerschlug sich.